# Physocephalini
Physocephalini là một tông ruồi trong họ Conopidae.

## Chi
- Genus Physocephala Schiner, 1861

Danh sách này không đầy đủ, bạn cũng có thể giúp mở rộng danh sách.